# Arcoppia waterhousei
Arcoppia waterhousei är en kvalsterart som beskrevs av J. och P. Balogh 1983. Arcoppia waterhousei ingår i släktet Arcoppia och familjen Oppiidae. Inga underarter finns listade i Catalogue of Life.